# Liste der Wiener Parks und Gartenanlagen/Leopoldstadt
Diese Liste umfasst jene Parks und Gartenanlagen, die sich im 2. Wiener Gemeindebezirk Leopoldstadt befinden und einen Namen tragen:
| Name                                          | Bild | Standort                                                     | Jahr der Errichtung                    | Benannt nach | Fläche in m² | Bauten | Kunstobjekte | Naturdenkmäler | Anmerkungen |
| --------------------------------------------- | ---- | ------------------------------------------------------------ | -------------------------------------- | --- | ------------ | --- | --- | --- | --- |
| Augarten                                      |      | Obere Augartenstraße Koordinaten                             | 1712                                   | den Auwäldern, die den hiesigen Naturraum bildeten                                                                               | 522.000      | Palais Augarten (Fischer von Erlach, Ende 17. Jhdts.), Alte Favorita oder Schloss Augarten (Sitz der Porzellanmanufaktur, ab 1705), diverse Wirtschaftsgebäude, Kaiser-Joseph-Stöckl (Canevale, 1780), Portal (ders., 1775), Flaktürme (Tamms, 1943), Gustinus-Ambrosi-Museum, (Lippert, 1953), Seniorenheim (1975), Lauder-Chabad-Campus (1998), MuTh (2012) | Ein Grenzstein neben dem Portal (1808), Schmidtsches Votivkreuz (bez. 1758) | | Gesamtanlage unter Schutz Anlage der Österreichischen Bundesgärten |
| Else-Feldmann-Park                            |      | Trunnerstraße Koordinaten                                    | 2020                                   | Else Feldmann | 3.500        | | | | |
| Elisabeth-Ben David-Hindler-Park              |      | Elderschplatz Koordinaten                                    | 2020 (Benennung)                       | Elisabeth Ben David-Hindler (1949–2016), Soziologin und Lehrerin, Initiatorin der Steine der Erinnerung                          | 5.620        | | | | |
| Franziska-Löw-Park                            |      | zwischen Nordbahnstraße und Am Tabor Koordinaten             | 2016 (Benennung)                       | Franziska Danneberg-Löw | 6.640        | | | | |
| Freie Mitte                                   |      | Nordbahnviertel Koordinaten                                  |                                        | | ca. 100.000  | Wasserturm des ehemaligen Nordbahnhofs und eine ehemalige Eisenbahnbrücke | Schienen aus Kladno (aus der Zeit um 1910) und Donawitz (aus der Zeit um 1970), die als Ausstellungsstücke präsentiert werden | | Planungsname für den Teil des nach der Auflassung des Frachtenbahnhofs entstandenen Biotops, das als „Stadtwildnis“ erhalten bleibt (kein gärtnerisch gepflegter Park), allerdings wurden Holzstege ausgelegt und Sitzplätze eingerichtet. Ein weiterer noch im Bau befindlicher Teil, das „Parkband“ wird konventioneller gestaltet. Wasserturm unter Schutz |
| Fritzi-Massary-Park                           |      | Offenbachgasse Koordinaten                                   | 2021 (Benennung)                       | Fritzi Massary | 3.300        | | | | |
| „Großstadtdschungel“ (Parkanlage Holubstraße) |      | Engerthstraße/Holubstraße Koordinaten                        |                                        | | 7.134        | | | | Kein gärtnerisch gepflegter Park, sondern Stadtwildnis. Scherzhafte Bezeichnung, so allerdings auf der Parktafel genannt. Umfasst auch den Bereich eines ehemaligen Verbindungsgleises zwischen Frachtenbahnhof Nordbahnhof und Donauländebahn. |
| Irma-Schwager-Park                            |      | Obere Augartenstraße Koordinaten                             | 2021 (Benennung)                       | Irma Schwager |              | | | | |
| Manès-Sperber-Park                            |      | Lilienbrunngasse Koordinaten                                 | 1988 (Benennung)                       | Manès Sperber | 3.800        | | Bronzeplastik „Großer Torso“ (Wotruba, 1974) | | |
| Max-Winter-Park                               |      | Max-Winter-Platz Koordinaten                                 |                                        | Max Winter | 8.800        | ehemaliges Kinderfreibad (Pind, 1925) | Denkmal für Margarete Manhardt (Hausgehilfin, die ihr Leben für zwei Kinder opferte, Riedl, 1926), Gedenkstein für Max Winter (Robitschko) | | |
| Mexikopark                                    |      | Mexikoplatz Koordinaten                                      |                                        | Mexiko, da es 1938 als einziges Land gegen den „Anschluss“ protestiert hatte                                                     | 57.000       | Franz-von-Assisi-Kirche (Luntz, Kirstein, 1913) | Gedenkstein zur Erinnerung an Mexikos Protest, mosaizierter Brunnen nordwestlich der Reichsbrücke | | Kirche unter Schutz Der Teil nordwestlich der Reichsbrücke wird inoffiziell Rosenpark genannt. |
| Mignon-Langnas-Park                           |      | Obere Augartenstraße Koordinaten                             | 2020 (Benennung)                       | Mignon Langnas | 3.800        | | | | |
| Odeonpark                                     |      | Odeongasse Koordinaten                                       | 2005                                   | dem Mitte des 19. Jhdts. hier befindlichen Tanzsaal Odeon                                                                        | 1.200        | | | | |
| Platz der Erdarbeiterinnen                    |      | Wehlistraße, beim Unteren Heustadelwasser Koordinaten        | 2023 (Benennung)                       | den Arbeiterinnen, die 1848 gegen ihre schlechten Arbeitsbedingungen protestierten, was als erste Frauendemonstration Wiens gilt | 1.600        | | | | Trotz des Namens de facto eine Grünfläche, daher hier gelistet; parallel aber auch in der Straßenliste aufgeführt |
| Prater                                        |      | Koordinaten                                                  | 1766 (Freigabe für die Öffentlichkeit) | dem lateinischen Wort für Wiese (pratum)                                                                                         | 6.000.000    | Wurstelprater (ab 1766), Lusthaus (Canevale, 1783), zwei ebenerdige Wirtschaftsgebäude neben dem Lusthaus, Stadtgartenamt (1869), Kaffeehaus Holzdorfer (um 1910 verändert), Galopprennbahn Freudenau mit Nebenbauten (ab 1872), Trabrennbahn Krieau mit Nebengebäuden (Hoppe, Kammerer, Schönthal, 1913), Bildhaueratelier des Bundes (Restgebäude der Weltausstellung 1873), Ernst-Happel-Stadion (1931), Stadionbad (Schweizer, 1931), Wallfahrtskirche Maria Grün (1924), Planetarium mit Pratermuseum (1964) | Denkmäler für Carl Michael Ziehrer (Ullmann, 1959), Johann Kallinich (im Oktober 1848 gefallener Oberleutnant der konterrevolutionären Truppen), Robert Stolz. Gedenksteine für den Großen Chineser und Fortuna (Karussellfiguren von Basilio Calafati, Nachbildungen im Wurstelprater), mehrere sakrale Kleindenkmäler rund um Maria Grün. Keramikreliefwände mit Praterszenen (Leherb, 1959), Globus vor dem Planetarium (Seebacher, 1964), Plastik Sternguckerinnen, Marmorplastik Das Weib im Stadionbad (Stemolak, 1955). | 430 (Esche), (Mautner- und Krebsenwasser), 743 (Stieleichen und Zerreichen), 790 (Schwarzpappel), 806 (mehrere Eiben), 807 (Ginkgo), 818 (Traubeneiche) | Zahlreiche Bauten (z. B. auch das Riesenrad und der Toboggan im Wurstelprater) unter Schutz, Zieher-Denkmal unter Schutz |
| Rosa-Jochmann-Park                            |      | Weintraubengasse Koordinaten                                 | 1995 (Benennung)                       | Rosa Jochmann | 2.300        | | | | |
| Rudolf-Bednar-Park                            |      | Nordbahnviertel Koordinaten                                  | 2008                                   | Rudolf Bednar (1920–2003), Bezirksvorsteher                                                                                      | 31.000       | | | | |
| Ruth-Maier-Park                               |      | Obere Donaustraße Koordinaten                                | 2021 (Benennung)                       | Ruth Maier | 3.600        | | | | |
| Therese-Krones-Park                           |      | zwischen Schrottgießergasse und Weintraubengasse Koordinaten | 2003 (Benennung)                       | Therese Krones | 700          | | | | |
| Venediger Au                                  |      | zwischen Ausstellungsstraße und Lassallestraße Koordinaten   | 1949                                   | der Ähnlichkeit der Pratergewässer mit Kanälen                                                                                   | 38.500       | Kindergarten (1957) | Spielplastiken „Krokodil“ (Eder), „Seehund“ (Thiede) | 781 (Ahornblättrige Platane) | Kindergarten unter Schutz |
| Veza-Canetti-Park                             |      | Ferdinandstraße Koordinaten                                  | 2003 (Benennung)                       | Veza Canetti | 660          | | | | |
| Wettsteinpark                                 |      | Obere Donaustraße Koordinaten                                | 1934                                   | Richard Wettstein | 15.970       | | Steinplastik „Sitzende und Liegender“ im Rosarium (Uray), bis 1938 war an dieser Stelle die Plastik „Ruf der Jugend“ (Weiss) | | |
| Wilhelm-Kienzl-Park                           |      | Obere Donaustraße Koordinaten                                | 1951 (Benennung)                       | Wilhelm Kienzl | 6.200        | Johannes-Nepomuk- oder Schanzelkapelle (Mitte 18. Jhdts.), Pissoir (Fa. Beetz, 1909) | | | Kapelle unter Schutz |
| Wolfgang-Kössner-Park                         |      | Messeplatz Koordinaten                                       | 1999 (Benennung)                       | Wolfgang Kössner | 3.800        | | | | |